# غريس وينفريد غرين
غريس وينفريد غرين (بالإنجليزية: Grace Winifred Green)‏ هي صحفية نيوزيلندية، ولدت في 13 فبراير 1907، وتوفيت في 25 مايو 1976.